# Kokkola KO-04 Super Upstart
Die Kokkola KO-04 Super Upstart war ein leichter Tragschrauber des finnischen Herstellers Kokkola.

## Geschichte und Konstruktion
Im Jahr 1968 entwarfen und bauten die Brüder, Kaveli und Seppo Kokkola den Tragschrauber KO-04. Die KO-04 war als einsitziger leichter Tragschrauber konzipiert, der am 12. Dezember 1968 erstmals flog. Die Maschine war mit einem Agusta MV GA 40 Zwei-Zylinder-Boxermotor ausgerüstet, es konnte eine Höchstgeschwindigkeit von ca. 100 km/h erreicht werden.
Heute ist das einzige Exemplar im Finnischen Luftfahrtmuseum ausgestellt.

## Technische Daten
| Kenngröße             | Daten                                   |
| --------------------- | --------------------------------------- |
| Besatzung             | 1                                       |
| Länge                 | 3,78 m                                  |
| Rotordurchmesser      | 9,16 m                                  |
| Höhe                  | 2,51 m                                  |
| Leermasse             | 195 kg                                  |
| max. Startmasse       | 330 kg                                  |
| Höchstgeschwindigkeit | ca. 100 km/h                            |
| Dienstgipfelhöhe      | ? m                                     |
| Reichweite            | 350 km                                  |
| Triebwerk             | 1 × Agusta MV GA 40 mit 30,5 kW (41 PS) |